# 石坂敬一
石坂 敬一（いしざか けいいち、1945年8月25日 - 2016年12月31日）は、日本の実業家・音楽ディレクター。東芝EMI（現・EMIミュージック・ジャパン）、日本ポリグラムやユニバーサルミュージックで数々の実績を残し、経営に尽力した。日本レコード協会顧問。2011年11月1日、ワーナーミュージック・ジャパン代表取締役会長兼CEOに就任。2014年4月より取締役名誉会長を務めていた。親族に石坂泰三、石坂禄朗、石坂信雄、石坂泰章、石坂信也、石坂公成、石坂照子らがいる。

## 人物
祖父母双方の従兄弟に石坂泰三（第二代経済団体連合会会長）がいる。
東芝EMI（現ユニバーサルミュージック合同会社）在籍時には、『リブ・ヤング!』（フジテレビ）等のテレビ番組に自らプロモーターとして出演するなど、名物ディレクターとして名を知られ、洋楽制作部時代にはザ・ビートルズやピンク・フロイドを手がけた。邦楽制作本部時代には原田知世、薬師丸ひろ子、本田美奈子.らを育てる。
クリエイションを米・豪で売り出し、日本のロックの海外進出の足掛かりを作った。
また、前・所属会社で実績が伸びなかったBOØWYや矢沢永吉を移籍させ、復活させたことでも知られる。
1994年11月にポリグラムの日本法人である日本ポリグラムに転籍、同社取締役社長に就任。1998年にMCAレコードを保有するシーグラムがポリグラムを買収したことに伴い、ユニバーサル ミュージック グループが発足する。1999年に日本ポリグラムから社名変更したユニバーサルミュージック株式会社（現：ユニバーサルミュージック合同会社）の代表取締役社長、CEO、会長などを歴任した。在任中は邦楽制作の強化と経営改革を積極的に推進し、2008年には同社をCD生産額で業界シェア第1位に押し上げた。公職として社団法人日本レコード協会の会長を2007年7月から2011年5月にかけて務めた。レッド・ツェッペリンやディープ・パープルのファンである。

## 経歴
- 埼玉県熊谷市生まれ、東京都渋谷区育ち[3]。渋谷区立常磐松小学校、慶應義塾中等部、慶應義塾高等学校卒業[3][4][5]。
- 1968年 - 慶應義塾大学経済学部卒業後、東芝音楽工業（後の東芝EMI）に入社。邦楽、洋楽制作部→宣伝部→邦楽統制本部長→邦楽制作本部長を歴任
- 1988年 - 東芝EMI取締役
- 1991年 - 東芝EMI常務取締役
- 1993年 - 東芝EMI専務取締役
- 1994年 - 日本ポリグラム代表取締役社長
- 1998年 - ユニバーサルミュージック株式会社 代表取締役社長
- 2001年 - ユニバーサルミュージック株式会社 代表取締役社長兼CEO
- 2006年10月 - ユニバーサルミュージック株式会社 代表取締役会長兼CEO
- 2007年7月 - 日本レコード協会会長
- 2009年1月 - ユニバーサル ミュージック合同会社 最高経営責任者兼会長
- 同年11月 - ユニバーサル ミュージック合同会社 会長、藍綬褒章を受章
- 2010年11月 - ユニバーサル ミュージック合同会社 相談役
- 2011年5月 - 日本レコード協会会長を退任、顧問に就任
- 同年10月31日 - ユニバーサルミュージック合同会社 相談役を退任
- 同年11月1日 - ワーナーミュージック・ジャパン代表取締役会長 兼 CEOに就任
- 2014年2月25日 - ワーナー・ミュージック・グループが石坂の退任を発表、4月1日付を以てワーナーミュージック・ジャパン取締役名誉会長に就任することと、10月末まで同職で新体制移行に務めることを併せて発表した[6]。
- 2015年11月 - 旭日中綬章受章[7]。
- 2016年12月31日 - 死去が報じられた。71歳没[1]。

## 映画製作
- 『名探偵コナン 時計じかけの摩天楼』東宝、1997年
- 『名探偵コナン 14番目の標的』東宝、1998年
- 『名探偵コナン 世紀末の魔術師』東宝、1999年
- 『名探偵コナン 天国へのカウントダウン』東宝、2001年

## 著書
- 『出世の流儀 - 究極のビジネスマンになる方法』日本文芸社、2011年8月25日。